# Ţayyibat al Imām
Ţayyibat al Imām (arabiska: طيبة الامام) är en ort i Syrien.   Den ligger i provinsen Hama, i den centrala delen av landet, 200 kilometer norr om huvudstaden Damaskus. Ţayyibat al Imām ligger 343 meter över havet och antalet invånare är 29 259.